# Paul-Heinz Wesjohann
Paul-Heinz Wesjohann (* 25. Mai 1943) ist Gründer der PHW-Gruppe, dem größten Unternehmen in der Geflügelwirtschaft in Deutschland.

## Leben

### Herkunft
Der aus einer bäuerlichen Familie stammende Vater von Paul-Heinz Wesjohann, Paul Wesjohann (1905–1989), gründete 1932 in Rechterfeld einen Landhandel mit Brüterei. Paul-Heinz Wesjohann wurde 1943 als dessen erster Sohn geboren. Sein jüngerer Bruder Erich Wesjohann wurde 1945 geboren. Die Eltern brachten außerdem zwei Töchter zur Welt.

### Privates
Paul-Heinz Wesjohann ist gläubiger Katholik und mit Annegret Wesjohann verheiratet. Gemeinsam mit dieser hat er vier Kinder, sie sind in der Führung der PHW-Gruppe tätig.

## Unternehmertum

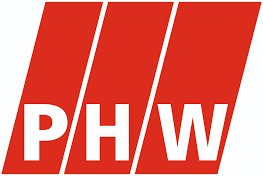
Logo der von Paul-Heinz Wesjohann gegründeten PHW-Gruppe, bestehend aus seinen Initialen

Paul-Heinz Wesjohann besuchte zunächst die zweijährige Handelsschule in Osnabrück. 1959 trat er als Lehrling in den elterlichen Betrieb ein und machte dort eine Lehre zum Kaufmann und anschließend eine Geflügelzuchtlehre.
1965 gründete der Vater Paul Wesjohann gemeinsam mit Heinz Lohmann die Brüterei Weser-Ems in Rechterfeld, in dem Paul-Heinz Wesjohann und sein Bruder Erich verantwortliche Positionen übernahmen.
1987 übernahm Paul-Heinz Wesjohann zusammen mit seinem Bruder Erich die Mehrheit an der Lohmann-Wesjohann-Gruppe Lohmann & Co. AG, im Jahr 1997 übernahmen sie die kompletten Anteile.
1998 teilten Paul-Heinz und Erich Wesjohann die Unternehmensgruppe auf. Paul-Heinz Wesjohann übernahm 200 Millionen D-Mark und den Schlachtbetrieb, die Tierfutter- sowie die Pharmasparte und gründete die PHW-Gruppe; Erich Wesjohann übernahm 180 Millionen D-Mark sowie die Unternehmensbereiche Geflügelzucht, Pilzzucht und Getreidehandel und gründete die EW Group.
Unter Leitung von Paul-Heinz Wesjohann, der für Innovationen offen war, wurde die PHW zu einem der wichtigsten Unternehmen Niedersachsens und der Geflügelfleischbranche. 2009 hat er den Vorstandsvorsitz der PHW-Gruppe an seinen Sohn Peter Wesjohann abgegeben.
Paul-Heinz Wesjohann ist einer von fünf Vizepräsidenten des Zentralverbands der Deutschen Geflügelwirtschaft.

## Politik
Paul-Heinz Wesjohann ist Mitglied der CDU. Er war 25 Jahre lang Mitglied im Kreistag Vechta und dort 15 Jahre Vorsitzender der CDU-Fraktion.

## Vermögen
Das US-Magazin Forbes schätzt das Vermögen von Paul-Heinz Wesjohann 2022 auf 3,3 Milliarden Euro. Damit belegt Paul-Heinz Wesjohann Rang 819 der Liste der reichsten Menschen der Welt und Rang 55 der Liste der 500 reichsten Deutschen.

## Kontroversen
Paul-Heinz Wesjohann stand in der Kritik aufgrund von Vorwürfen der Tierquälerei, der Ausbeutung von Arbeitern sowie des Subventionsbetrugs.
2011 strahlte das ARD den Dokumentationsfilm „Das System Wiesenhof“ aus. Dabei handelte es sich um eine Reportage über Kritik an den Haltungsbedingungen im PHW-Tochterunternehmen Wiesenhof und die Verantwortung von Paul-Heinz Wesjohann. Die ausgestrahlten Aufnahmen bezeichnete die Süddeutsche Zeitung als „extreme Tierquälerei“, die Tierrechtsorganisation PETA bezeichnete die Verantwortlichen als „Fleisch-Mafia“. Paul-Heinz Wesjohann hatte im Vorfeld der Fernsehsendung Beschwerde beim SWR-Fernsehdirektor Bernhard Nellessen eingelegt und versucht, die Ausstrahlung zu verhindern, da Ausgewogenheit, Wahrheit, Sachlichkeit und gewissenhafte Recherche verletzt worden seien. Seitens des SWR wurden die Vorwürfe zurückgewiesen, eine Programmbeschwerde bereits vor der Ausstrahlung habe es außerdem noch nie gegeben.

## Auszeichnungen
2004 wurde Wesjohann das Bundesverdienstkreuz verliehen; 2008 wurde er mit dem Unternehmerpreis Oldenburger Münsterland ausgezeichnet.